# David A. R. White
David Andrew Roy White (Dodge City, 12 de mayo de 1970), más conocido como David A. R. White, es un actor de cine y televisión, director, productor y guionista estadounidense. David es cofundador de la productora de cine Pinnacle Peak Pictures.

## Biografía

### Vida personal
White es hijo de un pastor menonita.  Anteriormente estuvo casado con la actriz y productora Andrea Logan (nacida el 29 de julio de 1978), quien interpretó el papel de su esposa en la película de 2009 In the Blink of an Eye.

### Carrera
David A. R. White se trasladó a Los Ángeles, California, cuando tenía 19 años. Seis meses después de su llegada a Los Ángeles, se le dio el papel de Andrew Phillpot, el mejor amigo del hijo de Burt Reynolds , en la comedia de situación de CBS Evening Shade (1990-1994) . David también hizo apariciones especiales en otras series de televisión, como entrenador, Saved by the Bell, hermanas y Melrose Place, Fue un protagonista, Dan Burgess, en Second Glance, donde su línea de cierre "Hey Scotty, Jesus Man" se convirtió en un meme.
Ha aparecido en películas como La Visitación de 20th Century Fox , una adaptación de la novela de Frank Peretti, campanas de la inocencia con Chuck Norris y Mercy Streets por la que fue nominado para el premio The MovieGuide Awards al mejor actor. En 2003, White protagonizó junto a Jeffrey Dean Morgan en Six: The Mark Unleashed .
En 1999 David actuó en la película Un segundo después y la secuencia de 2006 El Momento Después de 2: El Despertar, ambos de los cuales su esposa Andrea también sirve. En 2004, White protagonizó junto a Stephen Baldwin, Kevin Downes, Eric Roberts y Jeffrey Dean Morgan película Seis: El Poder de la marca. En 2009 interpretó al agente del FBI David Ramsey protagonista de la película en el parpadeo de un ojo.
En 2005, fundó Pure Flix con Michael Scott, Russell Wolfe y Elizabeth Travis.  Durante los siguientes años, produjo y protagonizó varias películas, entre ellas In the Blink of an Eye , Hidden Secrets y The Moment After.
En 2011, jugó en Jerusalem Countdown . En 2012, interpretó a James en Brother White , al agente especial Ric Caperna en The Encounter: Paradise Lost (secuela de la película de 2011 The Encounter , que produjo y dirigió) y al pastor Rich Chaplin en Me Again , una película sobre un pastor descontento con su vida. Fue nominado a un premio TCA al mejor actor.
En 2014, coprotagonizó como pastor en la película God's Not Dead . Protagonizó y produjo ambas secuelas, God's Not Dead 2 (2016), God's Not Dead: A Light in Darkness (2018).
En 2015, interpretó a Wayne en Faith of Our Fathers , una película sobre los veteranos de la guerra de Vietnam y las experiencias de sus familias.
El 27 de marzo de 2018, se publicó en el sitio web de Filmmaker Magazine un breve documental recopilatorio Pure Flix and Chill: The David AR White Story sobre él de Anthony Simon.
Creó, produjo y protagonizó la comedia Malibu Dan, el hombre de familia en 2018.

## Filmografía
Aunque White fue productor asociado en la película End of the Harvest , The Moment After fue la primera película que produjo. White también interpretó el papel de Adam Riley en la película. Ha producido otras películas como The Visitation , The Wager y Hidden Secrets . En 2012, produjo el drama histórico El apóstol Pedro y la última cena protagonizada por Robert Loggia y Bruce Marchiano .
En 2010, White comenzó a dirigir películas. Su primera película fue The Encounter , sobre cinco extraños varados en un restaurante a los que sirve el dueño, que dice ser Jesús, protagonizada por Bruce Marchiano, Jaci Velasquez y el luchador profesional Steve "Sting" Borden .
Su segunda película fue Holyman Undercover , protagonizada por el propio David y Fred Willard .
Produjo las películas God's Not Dead 2 y God's Not Dead: A Light in Darkness .

### Película
| Año  | Título                                        | Papel                 | Notas                 |
| ---- | --------------------------------------------- | --------------------- | --------------------- |
| 1990 | Gerónimo                                      | Consejero autoritario |                       |
| 1992 | Segundo vistazo, revision                     | Dan Burgess           |                       |
| 1994 | El cruce                                      | Mate                  | Cortometraje          |
| 1995 | Brote                                         | Piloto del ejército   | Sin acreditar         |
| 1998 | Fin de la cosecha                             | Mate                  |                       |
| 1999 | Ciclo de asesinato                            | Ditko                 |                       |
| 1999 | El momento después                            | Adam Riley            |                       |
| 2000 | Calles de la misericordia                     | Juan / Jeremías       |                       |
| 2003 | Campanas de la inocencia                      | Conrad Champlain      |                       |
| 2003 | The Sparky Chronicle: El mapa                 | Ethan Parker          | Corto directo a video |
| 2004 | Seis: La marca desatada                       | Brody Sutton          |                       |
| 2006 | La Visitación                                 | Carl                  |                       |
| 2006 | El momento después de 2: el despertar         | Adam Riley            |                       |
| 2006 | Secretos escondidos                           | Jeremy Evans          |                       |
| 2007 | La apuesta                                    | Tomás                 |                       |
| 2009 | En un parpadeo                                | David                 | Directo a video       |
| 2010 | Holyman encubierto                            | Roy / Brian           |                       |
| 2011 | Ejecutarse en                                 |                       | Directo a video       |
| 2011 | Cuenta regresiva de Jerusalén                 | Shane                 |                       |
| 2011 | Retiro matrimonial                            | Mark Bowman           |                       |
| 2011 | El encuentro                                  | Cliente en Tailandia  | Camafeo               |
| 2012 | Soldados fantasma                             | José                  |                       |
| 2012 | El encuentro: paraíso perdido                 | Rik Caperna           |                       |
| 2012 | Yo otra vez                                   | Rich Chaplin          |                       |
| 2012 | Hermano blanco                                | James blanco          |                       |
| 2013 | Camino de la revelación: el principio del fin | Josh McManus          |                       |
| 2013 | Revelation Road 2: El mar de vidrio y fuego   | Josh McManus          |                       |
| 2014 | Dios no está muerto                           | Reverendo Dave Hill   |                       |
| 2014 | Redimido                                      | David                 |                       |
| 2014 | El jinete negro: camino de la revelación      | Josh McManus          |                       |
| 2015 | Bailarina y la dama                           | Eric Skanz            |                       |
| 2015 | Fe de nuestros padres                         | Wayne                 |                       |
| 2016 | Dios no está muerto 2                         | Reverendo Dave Hill   |                       |
| 2018 | Dios no está muerto: Una luz en la oscuridad  | Reverendo Dave Hill   |                       |
| 2020 | Beckman                                       | Aaron Beckman         |                       |
| 2021 | Amor redentor                                 | Productor             |                       |

### Televisión
| Año       | Título                                           | Papel                                | Notas                                                          |
| --------- | ------------------------------------------------ | ------------------------------------ | -------------------------------------------------------------- |
| 1991      | Los antagonistas                                 | Oficial Kooch                        | Episodio: "Con Safos"                                          |
| 1991-1993 | Sombra de noche                                  | Andrew Philipott                     | 8 episodios                                                    |
| 1992      | Entrenador                                       | Repartidor de pizza                  | Episodio: "La guerra de las drogas"                            |
| 1992      | Honra a tu madre                                 | Estudiante                           | Película de televisión                                         |
| 1993      | Melrose Place                                    | Camarero de servicio a la habitación | Episodio: "Pavo frío"                                          |
| 1993      | Sueños de California                             | Ujier                                | Episodio: "21 Jake Street"                                     |
| 1993      | Salvados por la campana: los años universitarios | Estudiante                           | Episodio: "Prof. Zack"                                         |
| 1994      | Hermanas                                         | Encargado de estación de gasolina    | Episodio: "Hasta la cuenta"                                    |
| 1995      | Renegado                                         | El recepcionista                     | Episodio: "Leyenda viviente"                                   |
| 1996      | Vástago: el abrazado                             | Empleado                             | Episodio: "Vive duro, muere joven y deja un cadáver atractivo" |
| 1996      | Espacio: más allá                                | Alférez Lewis                        | Episodio: "Stardust"                                           |
| 1999      | Ley marcial                                      | Scott Payne                          | Episodio: "Corazones cautivos"                                 |
| 1999      | Niño invisible                                   | Sr. Felix                            | Película de televisión                                         |
| 1999      | Un voto para apreciar                            | Residente de Urgencias               | Película de televisión                                         |
| 2016      | Golpear las pausas                               | Randy Wilcox                         | 10 episodios                                                   |
| 2017-2018 | Malibu Dan the Family Man                        | Dan Marshall                         | 24 episodios                                                   |
| 2020      | Encontrar el amor en cuarentena                  | Rick Baldwin                         | 8 episodios                                                    |

## Escritos
White publicó el libro Between Heaven and Hollywood: Chasing Your God-Given Dream .